# Nueva Galicia (periódico)
Nueva Galicia fue una publicación periódica editada en Madrid durante la guerra civil española. Aparecida el 17 de mayo de 1937, y fundada por Santiago Álvarez Gómez, pretendía aglutinar a los gallegos antifascistas residentes en Madrid durante la guerra, teniendo en cuenta que Galicia había caído en manos de los sublevados desde el principio de la guerra.
Contó con la colaboración de José Gómez Gayoso, Eduardo Blanco Amor y Arturo Cuadrado. Castelao publicó en Nueva Galicia la serie Verbas de chumbo, lo que en el futuro constituiría la mayor parte del Libro Primero del Sempre en Galiza.
- Datos: Q9051056